# 白庙子乡 (义县)
白庙子乡，是中华人民共和国辽宁省锦州市义县下辖的一个乡镇级行政单位。

## 行政区划
白庙子乡下辖以下地区：
老君堡村、兴隆村、新庄子村、五道屯村、岳家屯村、他山屯村、灰山子村、刘户台村、项家台村、红石堡子村、新立庄村、沙河亮村、阎家屯村、大白台子村和白庙子村。